# Cnemaspis clivicola
Espèce
Cnemaspis clivicola est une espèce de geckos de la famille des Gekkonidae.

## Répartition
Cette espèce est endémique du Sri Lanka. Elle se rencontre vers 1 600 m d'altitude dans le massif Central.

## Description
Cnemaspis clivicola mesure, queue non comprise, jusqu'à 40,9 mm.

## Publication originale
- Manamendra-Arachchi, Batuwita & Pethiyagoda, 2007 : A taxonomic revision of the Sri Lankan day-geckos (Reptilia: Gekkonidae: Cnemaspis), with description of new species from Sri Lanka and southern India. Zeylanica, vol. 7, n. 1, p. 9-122 (texte intégral).